# Impasse de l'Hôtel-d'Argenson
Impasse de l'Hôtel-d'Argenson är en återvändsgata i Quartier Saint-Gervais i Paris 4:e arrondissement. Impasse de l'Hôtel-d'Argenson, som börjar vid Rue Vieille-du-Temple 20, har fått sitt namn efter det hôtel particulier (rivet 1927), i vilket familjen d'Argenson residerade.

## Omgivningar
- Notre-Dame-des-Blancs-Manteaux
- Saint-Gervais-Saint-Protais
- Rue des Blancs-Manteaux
- Square Charles-Victor-Langlois
- Impasse des Arbalétriers
- Jardin des Rosiers – Joseph-Migneret
- Passage des Singes

## Bilder
| - Gatans entrébåge dekorerad med konstgjorda möss. - Notre-Dame-des-Blancs-Manteaux. - Saint-Gervais-Saint-Protais. - Square Charles-Victor-Langlois. - Jardin des Rosiers – Joseph-Migneret. |

## Kommunikationer
- Tunnelbana – linjerna  – Saint-Paul
- Busshållplats Rue Vieille-du-Temple – Mairie du 4e – Paris bussnät, linjerna 67 72

### Webbkällor
- ”Impasse de l'Hôtel-d'Argenson”. Mairie de Paris. http://www.v2asp.paris.fr/commun/v2asp/v2/nomenclature_voies/Voieactu/4578.nom.htm. Läst 20 april 2021.
- ”Impasse de l'Hôtel-d'Argenson”. Les rues de Paris. https://www.parisrues.com/rues04/paris-04-impasse-de-l-hotel-d-argenson.html. Läst 20 april 2021.